# Sinfonía española
La Sinfonía española (Symphonie espagnole, en el original en francés), opus 21, en re menor, de Édouard Lalo, es una obra para violín y orquesta de aproximadamente treinta minutos de duración, escrita en 1874 por ese violista, violinista y compositor francés de origen español, dedicada al violinista español Pablo de Sarasate (curiosamente, la obra no incluye el uso de las dobles cuerdas, tan característico de las interpretaciones de este intérprete), quien la estrenó el 7 de febrero de 1875 al lado de la Orquesta Pasdeloup, en ese entonces llamada Conciertos populares, en París. Se trata de una de las más conocidas obras del compositor, una de las más interpretadas; la otra es su Concierto para violonchelo. Fue un éxito desde su estreno, y dio fama a su autor.

## El título
Oficialmente considerada sinfonía, esta obra que incluye motivos españoles (su autor tenía ascendencia española) presenta una estructura híbrida: es, en su mayor parte, un concierto (o, para algunos, una sinfonía concertante o una suite), y hoy en día se clasifica como tal), y en parte, también, una romanza alemana. Se creó en una época en la que los ritmos latinos estaban en boga (Carmen, la ópera de Georges Bizet, se estrenó un mes después).

## Estructura
Incluye cinco movimientos:
- Allegro non troppo: "... con un gesto melódico gitano-flamenco"; "el segundo tema, más ligero, comparado con lo conmovedor del primero"; incluye ritmos de habanera;
- Scherzando: Allegro molto: "...más brillante... evoca una fiesta pública"; incluye el uso de un pie de jota;
- Intermezzo: Allegretto non troppo: "... ominoso inicio... melodía de un pseudotango"; "incluye nuevamente una habanera lenta";[4]
- Andante: "inicialmente melancólico, por no decir luctuoso... pero una sección en re mayor del violín perfora la tristeza cuando el instrumento se eleva hacia el brillo del siguiente movimiento... al final, un ritmo de giga hace vibrar y saltar al violín hacia el vigoroso acompañamiento orquestal"
- Rondo: Allegro: "Reaparecen residuos de los movimientos previos para alterar el estado de ánimo, pero retorna la giga para finalizar la sinfonía en los abrasadores rayos del duradero sol ibérico"[5]

## Orquestación
La orquestación de la obra incluye:
- 1 flautín
- 2 flautas
- 2 oboes
- 2 clarinetes
- 2 fagots
- 4 cornos
- 2 trompetas
- 3 trombones
- timbal o tímpano
- percusiones (caja, triángulo)
- arpa
- cuerdas
- violín solo

## Interpretaciones
Una de las versiones más breves, la grabación hecha en 1967 a cargo de la Orquesta de Filadelfia, dirigida por Eugene Ormandy y con Isaac Stern como solista, tiene una duración de 32 minutos y 43 segundos.

## Influencia sobre Tchaikovski
La Sinfonía española tuvo cierta influencia sobre el origen del Concierto para violín en re menor de Piotr Ilich Chaikovski. En marzo de 1878, Tchaikovsky se hallaba en la casa de campo de Nadezhda von Meck en Clarens, en el municipio de Montreux, en el cantón de Vaud, en Suiza, recuperándose de la ruptura desastrosa con su esposa y de su posterior intento de suicidio. Su alumno favorito (y, posiblemente, su amante), el violinista Josef Kotek, llegó de Berlín a visitarlo, y traía consigo muchas nuevas obras para el instrumento; entre ellas, se hallaba precisamente la partitura de la Symphonie espagnole. Al conocerla, decidió interrumpir la creación de una sonata para piano, y comenzó, el 17 de marzo, la creación del concierto. Con la ayuda técnica de Josef Kotek, finalizó la composición alrededor del 11 de abril.